# Shruti Haasan
Shruti Haasan (Chennai, 28 ottobre 1986) è un'attrice e cantante indiana, nota specialmente come attrice di importanti film Tamil, Telugu e Hindi.

## Biografia
Ha iniziato a recitare a 12 anni, debuttando a Bollywood nel 2009 con il film Luck. Ha preso parte a diversi lavori elogiati dalla critica o di successo commerciale tra i quali Oh My Friend (2011), Anaganaga O Dheerudu (2011), 7aum Arivu (2011), Gabbar Singh (2012), 3 (2012), D-Day (2013), Gabbar Is Back (2015), Welcome Back (2015), Vedalam (2015), Srimanthudu (2015) e Si3 (2017).
Ha ottenuto numerosi riconoscimenti e premi cinematografici indiani, affermandosi nel tempo anche come playback singer e fondando un gruppo musicale.

## Filmografia

### Cinema
- Gabbar Singh (2012, telugu)

### Televisione
- Treadstone – serie TV, episodi 1x3-1x5-1x10 (2019)